# Modulationsmatrix

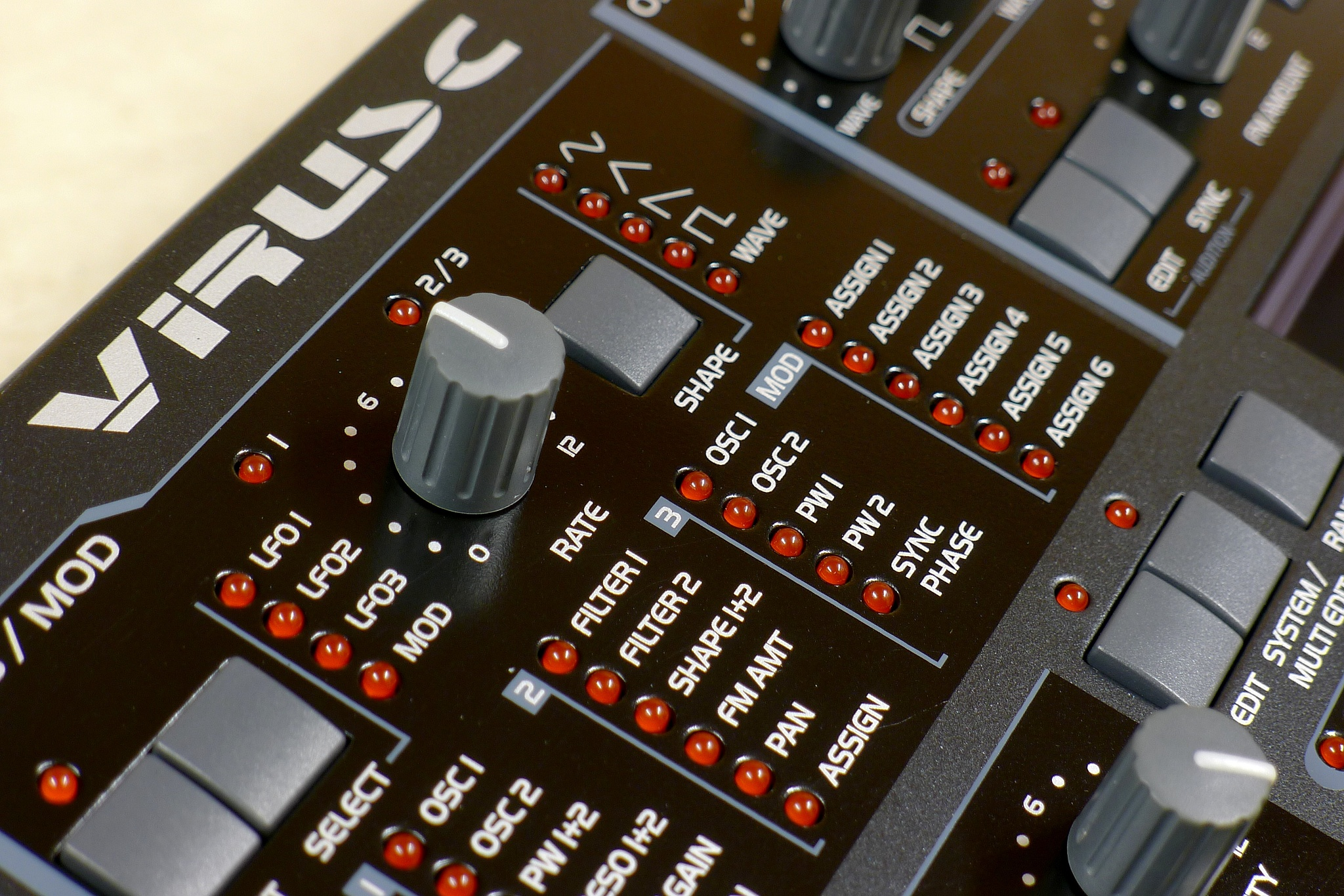
Modulationoptionen eines Synthesizers

Als Modulationsmatrix bezeichnet man bei analogen oder virtuell-analogen Synthesizern ein internes, programmierbares Steuerelement. Es wird verwendet, um verschiedene Modulationsquellen, etwa LFOs oder ADSR-Hüllkurvengeneratoren, mit bestimmten Zielen wie beispielsweise der Amplitude des Signals, der Eckfrequenz des Filters oder anderer Parameter im Gerät zu verknüpfen. Die Quellen und Ziele werden dabei mittels einer Tabelle verknüpft, die am Kreuzungspunkt eine Zahl enthält, welche die Auswirkung der modulierenden Quelle auf das Ziel beschreibt. Die Art der verfügbaren Quellen und Ziele sowie die Anzahl der möglichen Verknüpfungen hängt dabei vom Synthesizer ab.
Die Modulationsmatrix bildet das Verkabeln von verschiedenen Syntheseelementen in einem modularen Synthesizer nach. Dort gibt es keine unveränderliche Verschaltungen zwischen den Modulen mehr – in klassischen Synthesizern wird etwa die Amplitude oder die Filterfrequenz (nur) durch einen bestimmten Hüllkurvengenerator gesteuert.
Synthesizer mit einer Modulationsmatrix, die nur begrenzte Möglichkeiten bietet, werden manchmal auch halbmodular genannt.